# Grondbalans
Een grondbalans is een rekensom, die erop is gericht om de hoeveelheid af te graven en te deponeren grond in evenwicht te houden.
Bij grondverzet wordt ernaar gestreefd dat de te ontgraven grond op het werk kan worden verwerkt en dat men geen grond hoeft aan of af te voeren. Grond nodig voor ophoging op het terrein wordt op hetzelfde terrein afgegraven.
Het opstellen van een grondbalans is met name belangrijk bij bouwwerkzaamheden in heuvelachtig terrein of wanneer een wegtrace veel hoogteverschillen kent.

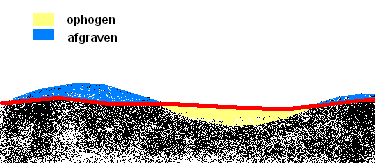
De rode lijn is een lengteprofiel van het wegvlak.
De te ontgraven en aan te brengen grond zijn in evenwicht